# Valt Ernštreit
Valt Ernštreit (en letó: Valts Ernštreits; Riga, 26 de maig de 1974) és un escriptor, poeta i lingüista livonià de Letònia. Entre els activistes més destacats per a la promoció i divulgació del livonià, és també autor de dos diccionaris, un diccionari livonià-letó/letó-livonià (en livonià: Līvõkīel-lețkīel, lețkīel-līvõkīel sõnārōntõz) el 1999 i el 2012 amb Tiit-Rein Viitso un diccionari trilingüe livonià-estonià (Līvõkīel-ēstikīel-lețkīel sõnārōntõz).